# Wskaźnik aterogenności
Wskaźnik aterogenności, wskaźnik miażdżycowy – termin używany w medycynie, służący do określenia wzajemnych stosunków między lipidami występującymi we krwi.
Przekroczenia wartości prawidłowych danych wskaźników wiązane jest ze zwiększeniem ryzyka rozwoju miażdżycy i wskazuje konieczność interwencji dietetycznej i/lub farmakologicznej.

## Wskaźnik Castellego
Najpopularniejszy wskaźnik aterogenności, wyliczany ze stosunku: 
- cholesterol całkowity / wartość frakcji HDL-C

### Wartość prawidłowa
- u mężczyzn < 4,5 (< 3,5 po przebytym zawale serca)
- u kobiet < 4,0 (< 3,0 po przebytym zawale serca)

Wartość 2,5 to wynik bardzo dobry.

## Wskaźnik osoczowy API
API (Atherogenic Index of Plasma) to współczynnik, który wydaje się najlepiej korelować z ryzykiem choroby niedokrwiennej serca. Wyliczany według wzoru:
- logarytm z ilorazu wartości stężenia trójglicerydów i wartości stężenia frakcji HDL:[2]

{\displaystyle \log _{10}(TAG/HDL)}

### Wartość prawidłowa
Wartość przekraczająca 0,5 wskazuje na zwiększone ryzyko chorób układu krążenia.

## Inne wskażniki
Czasami spotyka się inne wskaźniki miażdżycowe, np.: 
- LDL / HDL,
- apolipoproteina B / apolipoproteina A-I (ApoB/ApoA-I)
- LDL/ApoB

Wskaźniki te nie mówią nic więcej niż sam lipidogram, oddają jednak w prosty i widoczny sposób panującą pomiędzy jego składowymi równowagę lub jej brak. Szczególnie nadają się zaś do monitorowania terapii i oceny ryzyka choroby niedokrwiennej serca.